# 希望の光 (ラスカルズの曲)
「希望の光」（原題： A Ray of Hope）は、ラスカルズが1968年に発表した楽曲。

## 概要
1968年4月4日にマーティン・ルーサー・キング・ジュニアが遊説中に撃たれて死亡したことを受け、グループは同年5月に「自由への讃歌（People Got to Be Free）」をレコーディングした。それから「自由への讃歌」がシングルとして発売される7月までの間に、ロバート・ケネディが6月5日にロサンゼルスのアンバサダーホテルで撃たれるという事件が発生した（ケネディは翌日死亡）。8月26日から29日にかけてシカゴで開かれた民主党大会では反戦運動家と警官隊が衝突し流血の惨事となった。フェリックス・キャヴァリエはこう述べている。「こうした出来事のあとで僕らはともかくも何かを言わなければならなかった」
「希望の光」はキャヴァリエとエディ・ブリガッティによって書かれた。プロデューサーはキャヴァリエ、アリフ・マーディンが務めた。レコーディング・エンジニアはエイドリアン・バーバー。ホーン・セクションの編曲はチャールズ・モロー。リード・ボーカルはキャバリエ。曲のエンディングでメンバーが歌っているのは「リパブリック讃歌」である。
同年11月14日にシングルとして発表。B面はキャバリエとブリガッティが歌う「エニー・ダンス（Any Dance'll Do）」。1969年3月発売のアルバム『自由組曲（Freedom Suite）』に収録された。
1969年1月11日付のビルボード・Hot 100で24位を記録した。キャッシュボックスは14位、カナダでは10位を記録した。